# Onthophagus beesoni
Onthophagus beesoni är en skalbaggsart som beskrevs av Gilbert John Arrow 1931. Onthophagus beesoni ingår i släktet Onthophagus och familjen bladhorningar. Inga underarter finns listade i Catalogue of Life.